# Vico Equense
Vico Equense là một đô thị và thị xã ven biển của Ý. Đô thị này thuộc tỉnh Napoli trong vùng Campania. Vico Equense có diện tích 29 km2, dân số theo ước tính năm 2007 của Viện thống kê quốc gia Ý là 20.695 người. Vico Equense thuộc vùng đô thị vịnh Napoli mở rộng và là một địa điểm du lịch phổ biến. Nằm ở trên một mỏm núi, nó gần bến phà đến đảo Capri, núi lửa Vesuvius, núi Faito và thành phố cổ Pompeii.
Các đơn vị dân cư: Arola, Bonea, Fornacelle, Massaquano, Moiano, Montechiaro, Pacognano, Pietrapiano, Preazzano, Sant'Andrea, Seiano, Ticciano, Tordigliano-Chiosse, Villaggio Monte Faito
Đô thị Vico Equense giáp với các đô thị: Castellammare di Stabia, Meta, Piano di Sorrento, Pimonte và Positano.